# Diplocephalus arnoi
Espèce
Diplocephalus arnoi est une espèce d'araignées aranéomorphes de la famille des Linyphiidae.

## Distribution
Cette espèce est endémique des Abruzzes en Italie,.

## Étymologie
Cette espèce est nommée en l'honneur de Claudio Arnò.

## Publication originale
- Isaia, 2005 : Diplocephalus arnoi n. sp., un nuovo Linyphiidae d'Abruzzo (Araneae). Fragmenta entomologica, vol. 37, no 1, p. 1-7 (texte intégral).